# Cuisine biélorusse

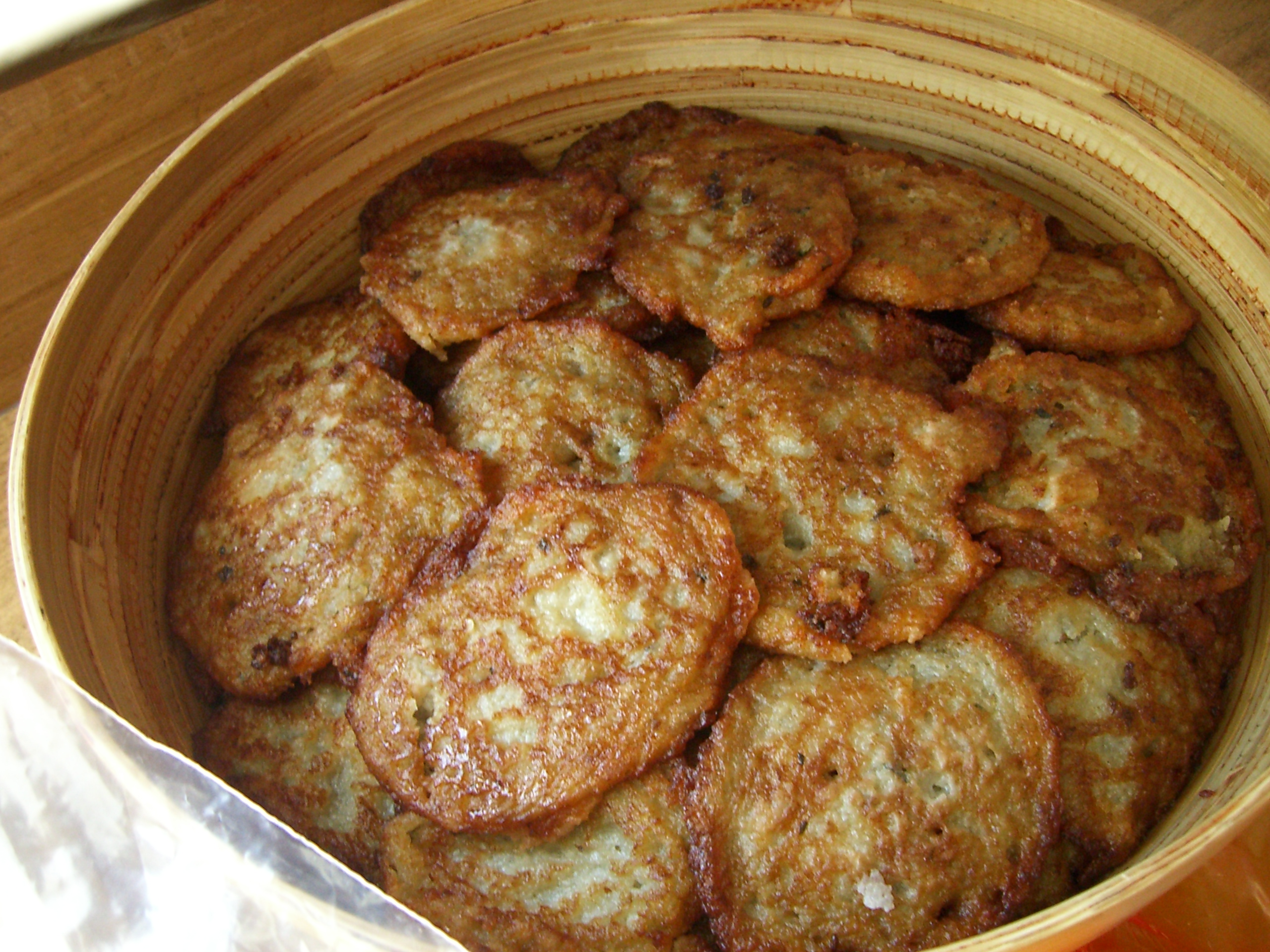
Draniki dans de la vaisselle traditionnelle.

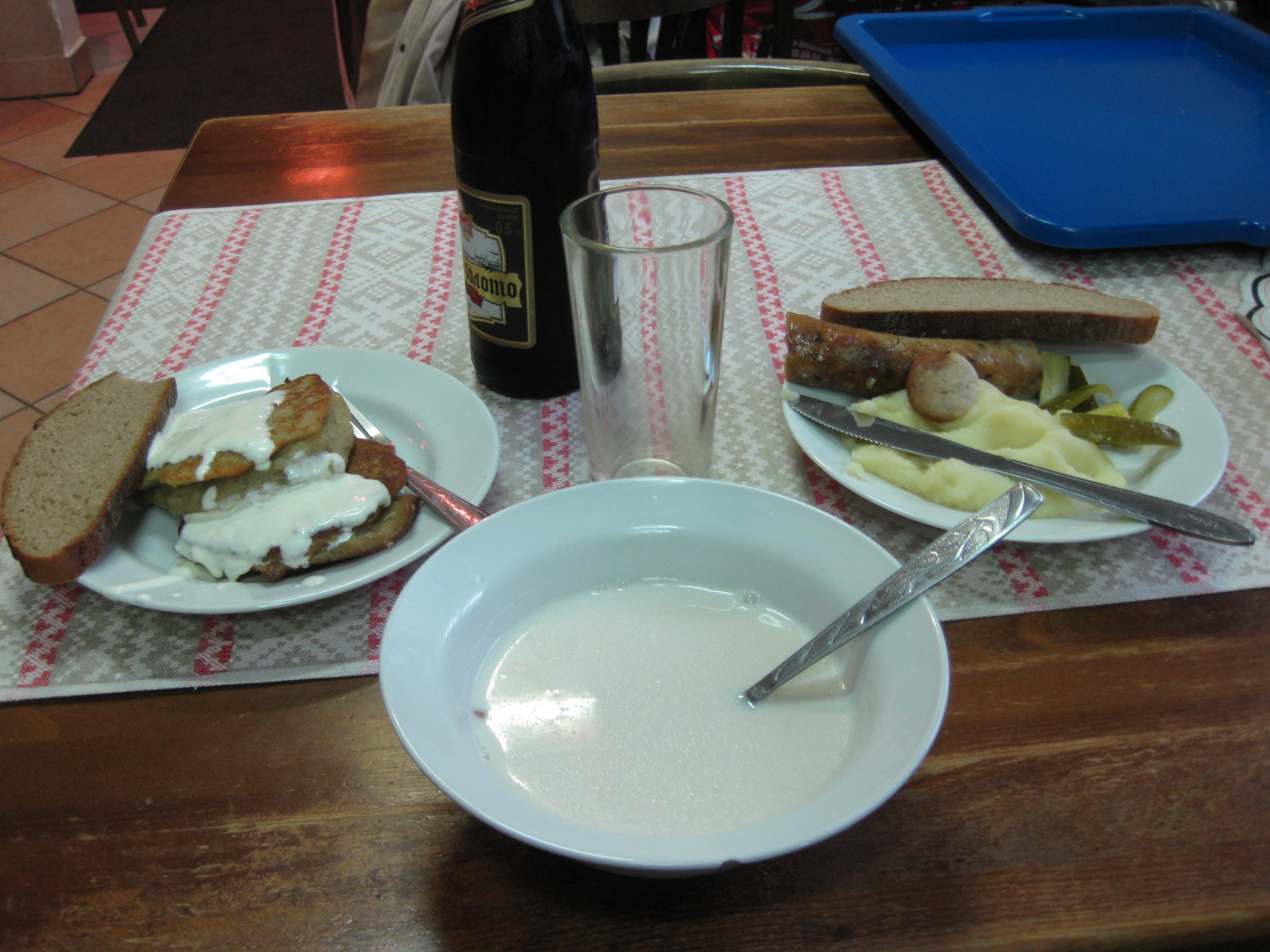
Repas dans un café de Vitebsk.

La cuisine biélorusse partage de nombreuses similarités avec les autres cuisines de l'Europe de l'Est, centrale et des pays baltes, basée essentiellement sur la viande et des légumes typiques de la région.

## Histoire
La cuisine biélorusse a des racines principalement slaves. Parallèlement à l'influence ruthène, elle est également liée à la cuisine lituanienne et polonaise en raison du long métissage de ces trois peuples; d'abord avec le grand-duché de Lituanie (XIe – XVe siècles), puis au sein de la république des Deux Nations (XVIe – XVIIe siècles). Bien que la noblesse biélorusse, à l'instar de l'élite polonaise, ait beaucoup emprunté aux cuisines italienne, allemande et française, cette influence ne se fait guère sentir dans le régime alimentaire de la majorité paysanne.
Certains des plats empruntés sont répandus dans la société, tels que le lazanki (mélange de raviole de farine et de viande cuite à l'étouffée, apparenté aux lasagnes italiennes) et surtout divers plats à base de pommes de terre râpées, typiques de la cuisine allemande. 
Les bouleversements politiques du XXe siècle ont complètement anéanti les anciennes classes privilégiées et de nombreux plats traditionnels des classes supérieure et moyenne ont sombré dans l'oubli. L'idée même d'une cuisine biélorusse bien distincte a été traitée avec suspicion. Ce n’est qu’après la Seconde Guerre mondiale que les autorités communistes ont compris que la proclamation de «l’épanouissement de la culture nationale» devait également apparaître dans la cuisine. La seule source autorisée pour une telle reconstruction culinaire était l'héritage des paysans les plus pauvres des années 1880, une époque où le style de vie rural primitif était déjà en déclin. Le gouvernement a demandé aux grands cuisiniers du pays de créer la gastronomie biélorusse à partir de rien. Noms de recettes, d'ustensiles de cuisine "authentiques" - tout a été réinventé, comme si dix siècles d'histoire n'avaient jamais existé. Seul l'avènement soudain de l'indépendance en 1991 a été l'occasion de restaurer ces traditions perdues, même s'il reste encore beaucoup à créer pour développer l'art culinaire biélorusse.
La cuisine biélorusse moderne est encore fortement influencée par son passé soviétique récent, et de nombreux restaurants locaux proposent des plats russes ou soviétiques plutôt que de véritables spécialités de la cuisine locale. Le Biélorusse moyen semble plus intéressé par la cuisine italienne, chinoise et japonaise que par son propre patrimoine culinaire. Cependant, les draniki (soit nature, soit farci), bortsch, khaladnik, matchanka, zrazy, petits pains froids, œufs farcis aux champignons, haloubtsy, saucisses crues et frites de porc et blini sont susceptibles d'être trouvés partout, ainsi que du pain de seigle aigre.

## Repas
Le dîner traditionnel du paysan ou du commerçant ne comportait que deux services: une soupe et un plat principal. Un type particulier de casserole, le sparych, avec deux compartiments, était utilisé par les enfants des paysans pour apporter le déjeuner à leur père travaillant dans les champs. Avant la Seconde Guerre mondiale, les salades et autres collations n'étaient pas très répandues et les recettes basées sur des modèles russes avaient tendance à figurer dans les livres de cuisine biélorusses modernes d'après-guerre. Du fromage blanc frais et divers types de charcuterie (généralement fumés) étaient disponibles, du moins en été.

## Céréales
Le blé ne poussant pas facilement dans le climat froid et humide du pays, les Biélorusses aimaient une sorte de pain de seigle un peu acide, accompagné de leur vodka locale, la traditionnelle harelka (biélorusse : гарэлка), qui était distillée principalement à partir de malt de seigle.
Comme les autres peuples slaves, les Biélorusses peuvent se vanter d'une grande variété de crêpes (blini) de différentes épaisseurs, nature ou fourrées, composées principalement de farine de blé ou de sarrasin, mais également à base d'avoine (tsadaviki).
Divers types de céréales, en particulier l'orge, l'avoine et le sarrasin, étaient courants. La Biélorussie était probablement le centre de la culture du sarrasin en Europe, et les plats à base de ce grain très sain étaient populaires: différents types de petits pains, gâteaux et ravioles qui, à l’exception de la célèbre kacha, n’existent plus de nos jours.

## Légumes
Les principaux légumes étaient le chou (souvent transformé en choucroute) et les betteraves, tandis que les navets, les rutabagas, les panais et les carottes cuites à l'étouffée et bouillies (avec l'addition d'une petite quantité de lait) étaient quelque peu moins populaires. Comme ailleurs en Europe, les légumineuses constituaient la principale source de protéines, principalement sous forme de kamy (purée de pois ou de haricots avec du saindoux fondu).

## Soupes
Le terme " soupe " n’était connu en Biélorussie qu’au XVIIIe siècle, lorsque la noblesse l’avait emprunté à l’allemand, mais la soupe en elle-même existait déjà des siècles auparavant. L'ancien terme pour désigner une soupe en biélorusse était poliwka (biélorusse : поліўка), à l’exception de celles portant le nom du légume qui en était l’ingrédient principal : kapousta (soupe au chou), bouraki (soupe de betterave), hryjanka (soupe au lard). Pour une poliwka typique, les principaux ingrédients (poisson ou champignons pendant le carême) étaient d'abord bouillis avec des épices; des céréales telles que l'orge ou le mil étaient bouillies dans le bouillon, puis de la farine mélangée à de l'eau, du kvas de pain, du jus de betterave ou du babeurre était ajouté au bouillon. La poliwka noire, faite de sang d'oie ou de porc, est étroitement liée à la "soupe noire" suédoise, la svartsoppa. Offrir à un demandeur en mariage une poliwka noire était le moyen poli, pour les parents de la jeune fille, de décliner la proposition d’un jeune homme. Comme les Ukrainiens, les Russes et les Polonais, les Biélorusses aiment le bortsch, une soupe épaisse et riche à la betterave et au chou faite de céréales, de pommes de terre et de viande. Les soupes très authentiques peuvent être servies à la fois chaudes (chtchi, bortsch, soupe à l'oseille) et surtout froides, apportant cette touche rafraîchissante pendant l'été chaud.
Le khaladnik biélorusse (biélorusse: халаднік), un bortsch froid composé de betteraves, de feuilles de betterave ou d'oseille et servi avec de la crème aigre, des œufs durs et des pommes de terre bouillies, est également un plat populaire des cuisines polonaise et lituanienne depuis la fin du XVIIIe siècle.

## Viandes

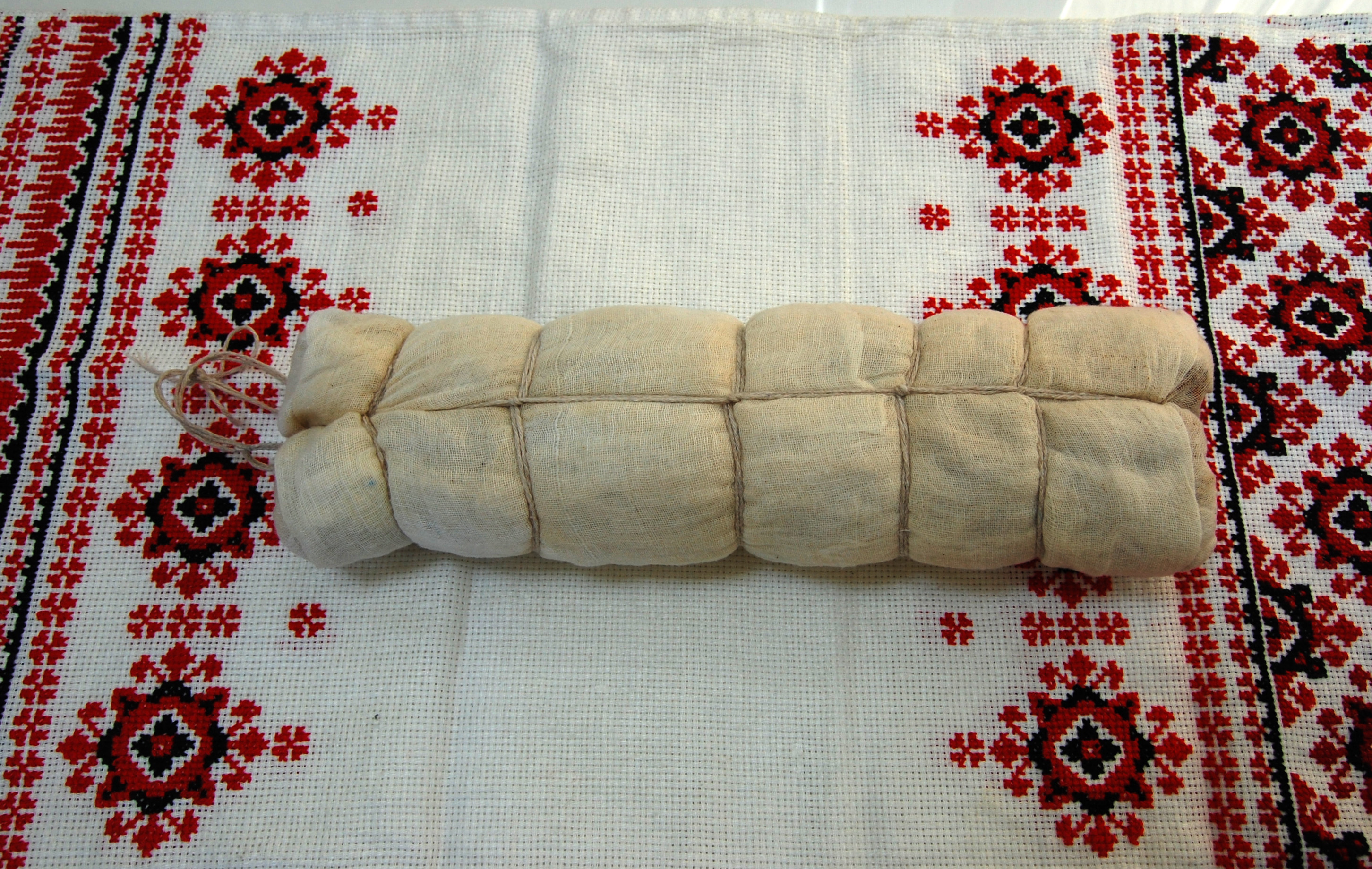
Palyandvitsa emballé

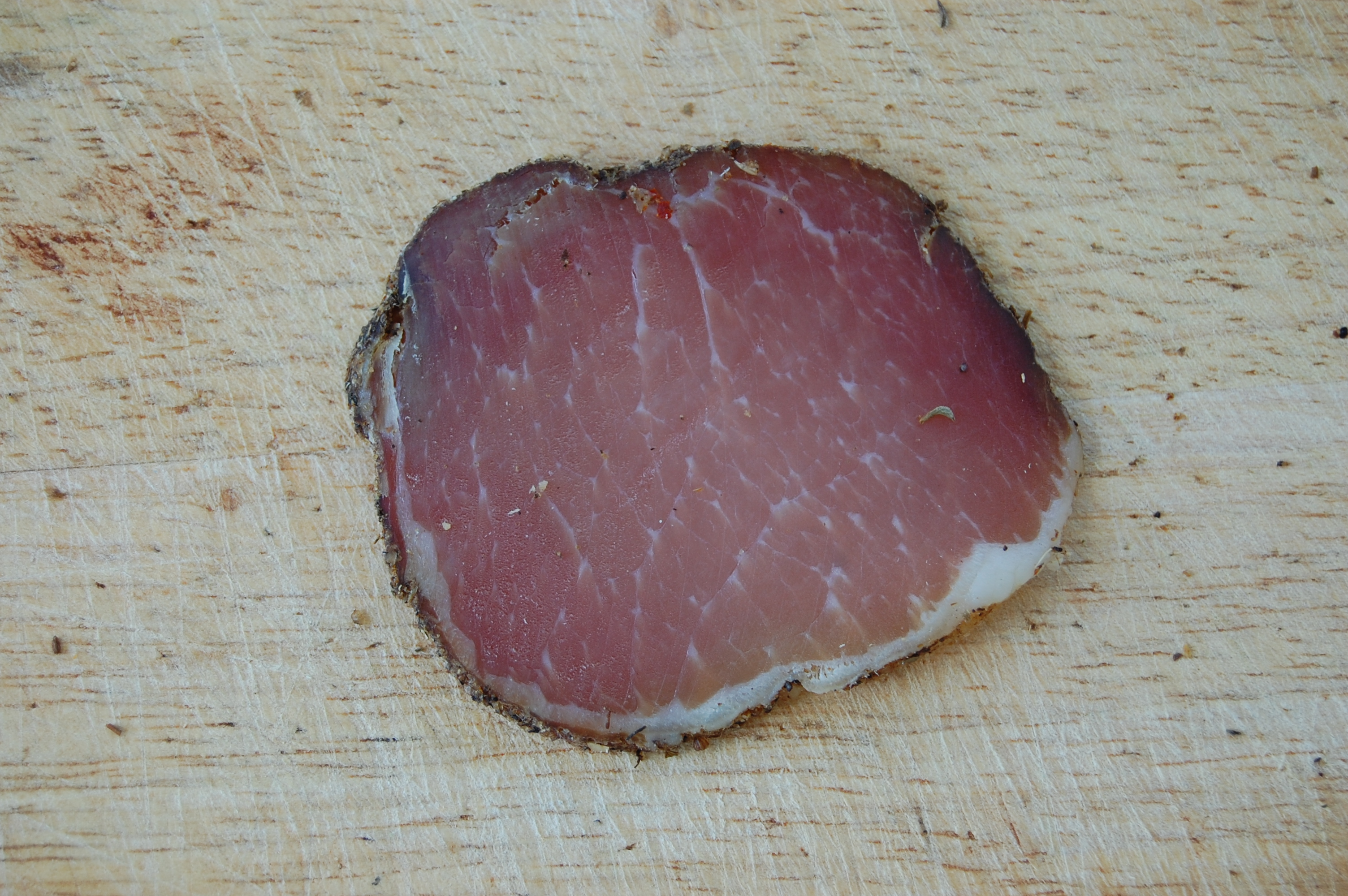
Tranche de palyandvitsa

La viande était assez rare pour la plupart des gens et était consommée essentiellement pendant les grandes fêtes chrétiennes. Consommateurs avides de viande de porc, les Biélorusses la préfèrent à celle de mouton et de bœuf. 
La saucisse de porc crue était la plus courante: un intestin de porc farci de viande hachée, assaisonnée de sel, de poivre et d'ail. Son nom commun - "saucisse fourrée aux doigts" (biélorusse : каўбаса, «пальцам пханая» ou en bref пальцоўка) - offrait une description imagée de la technique de production primitive qui y était associée. La kichka (biélorusse: кішка) ou kryvyanka (biélorusse: крывянка) était une saucisse de sang locale (biélorusse: крывяная каўбаса) fabriquée à partir de sang de porc et de graines de sarrasin. 
La chkalondza (biélorusse: шкалондза) ou kindziouk (biélorusse: кіндзюк), un type particulier de saucisse ronde à base de viande de porc hachée d'épices - un parent du skilandis lituanien - est connu dans tout le pays. 
Empruntés à la cuisine italienne par la noblesse au XVIe siècle les rouleaux de viande froide, les saucissons et les jambons d'épaule étaient communs à toute la société dès le XIXe siècle et sont toujours très populaires. 
Enfin, le pawgouski (biélorusse: паўгускі), une spécialité locale biélorusse et lituanienne de poitrine d'oie fumée, était autrefois la fierté de la cuisine bourgeoise, mais n’existe plus aujourd’hui.
La verachtchaka (biélorusse : верашчака), une sauce de jus viande épaisse du XVIIIe siècle avec des morceaux de viande et de saucisse utilisée comme trempée ou sauce pour crêpes épaisses, reste l'une des spécialités les plus populaires des restaurants biélorusses, bien qu'elle s'appelle désormais généralement matchanka (biélorusse : мачанка, une trempette). Les morceaux de bœuf hachés et coupés, enroulés en forme de saucisse et garnis de légumes, champignons, œufs, pommes de terre, etc. sont également populaires. 
Les plats de porc sont généralement frits ou cuits à l'étouffée, garnis de fromage ou de champignons. 
Les steaks de bœuf sont également fréquents, mais le mouton autrefois très populaire, est presque entièrement limité aux restaurants du Caucase ou d’Asie centrale, et aux régions plus rurales du pays.

## Ravioles
Le kalduny, de petites ravioles cuites rappelant les pelmeni russes et les raviolis italiens, ont été produites dans une infinité de combinaisons de pâte, de farces et de sauce. Le kaldouny Comte Tychkevitch (rempli d'un mélange de champignons et de jambon fumé locaux) était particulièrement populaire. À la fin du XIXe siècle, le kaldouncommença à être fabriqué avec de la pomme de terre râpée plutôt qu'avec une pâte à base de farine et, malheureusement, la grande variété de farces qui existait auparavant a considérablement diminué. Aujourd'hui, les kaldouny doivent lutter vigoureusement pour retrouver leur ancienne popularité, dépassé par le pelmeni russe.

## Produits laitiers
Les principaux produits laitiers comprennent une sorte de fromage blanc frais (biélorusse : тварог) et de crème aigre (biélorusse : смятана), qui est largement utilisée à la fois en cuisine et en garniture. Ce n'est qu'au milieu du XIXe siècle que le fromage fermenté (biélorusse : сыр) a été emprunté aux Pays-Bas et à la Suisse, et la version locale d'Edam a été très populaire pendant des décennies dans l'empire russe. Le beurre aigre de l’ancien comté de Dzisna a été exporté vers l’Angleterre, où il a continué à être la variété la plus chère jusqu’à la Première Guerre mondiale. Aujourd'hui, ces traditions appartiennent désormais au passé.

## Boissons

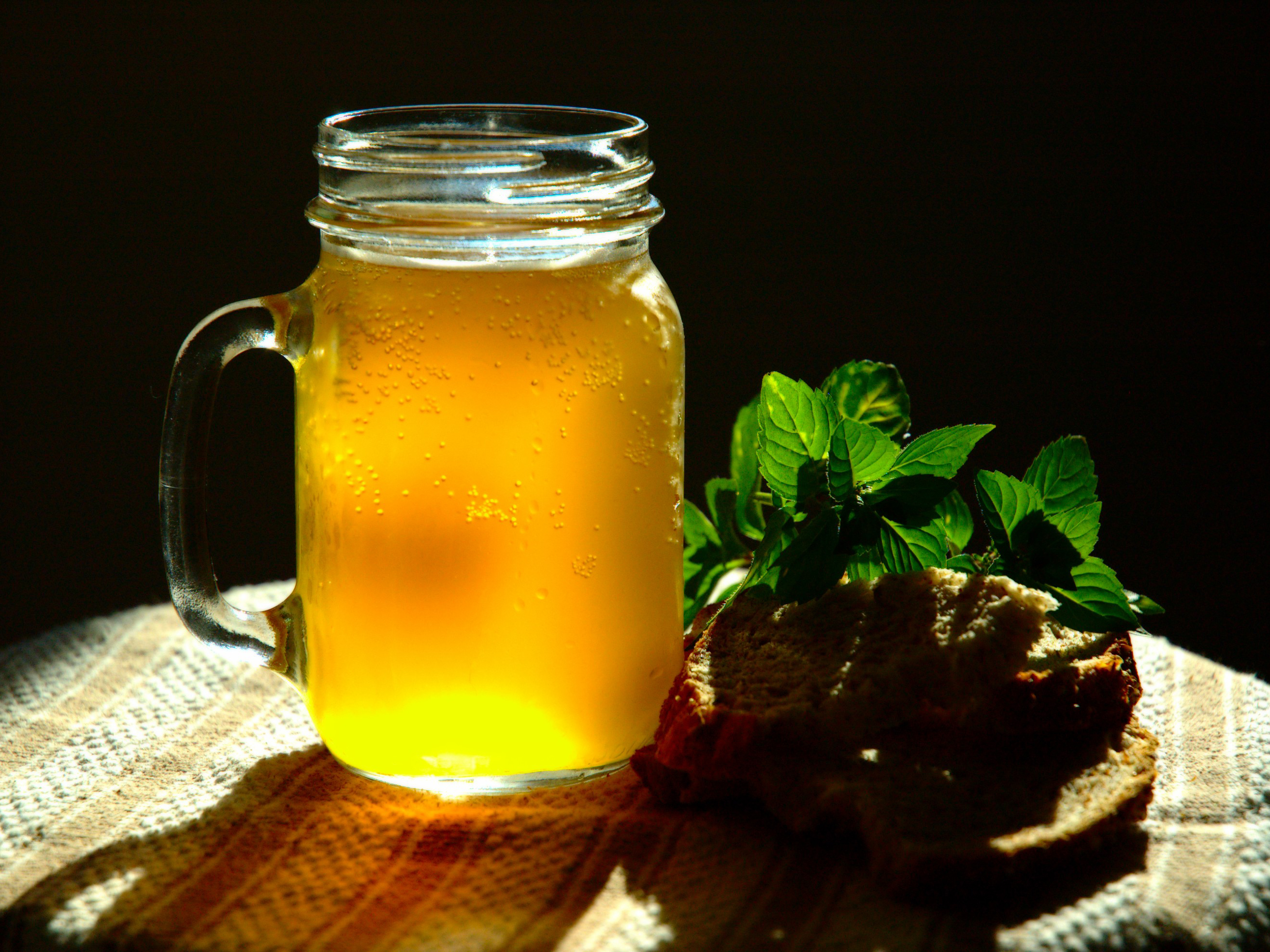
Un verre de kvass, une boisson fermentée faite à partir de seigle noir ou de pain de seigle.

La boisson alcoolisée traditionnelle est la vodka ou la harelka (biélorusse: гарэлка), y compris des versions fabriquées à partir de sève de bouleau (biarozavik, бярозавік) ou aromatisée aux herbes de la forêt (zoubrowka, зуброўка). 
L'hydromel et des boissons alcoolisées à base de miel et d'épices étaient très courantes jusqu'au XIXe siècle, puis ont plus ou moins disparu jusqu'au réveil récent de la cuisine nationale. Un exemple notable de ce genre de boisson est la krambamboula (крамбамбуля), de la vodka diluée à l'eau, mélangée avec du miel et parfumée avec des épices (noix de muscade, cannelle, clou de girofle, poivre rouge et noir). Au XVIIIe siècle, cette boisson rivalisait même avec le champagne français et seules les personnes fortunées pouvaient se l'offrir. Aujourd'hui, elle connaît une renaissance populaire, comme en témoigne l'apparition de recettes et d'histoires de la krambambula sur internet.
Le kvas était traditionnellement et reste la principale boisson non alcoolisée locale, bien qu'il soit de plus en plus élaboré avec des sucres et des arômes artificiels plutôt qu'avec du véritable malt de seigle et des arômes naturels. Le kompot est également une boisson relativement populaire, généralement composée de fruits séchés ou de fruits frais, bouillie puis refroidie. Chaque petite ville possède une variété locale d'eau minérale. Les Biélorusses préfèrent l’eau gazeuse.
Parmi les pousses-cafés et digestifs traditionnels qui accompagnent un repas, citons la saladoukha (саладуха), un alcool épais à base de farine de seigle et de miel qui était populaire au XVIIIe siècle. Enfin, le kissel, une boisson gélatineuse traditionnelle d’Europe de l’Est à base de pulpe de baies forestières ou fruits cuits, était à l'origine épaissi avec de la farine d'avoine, mais est maintenant remplacée par de la farine de fécule de pomme de terre ou de maïs.

## Cuisines des minorités

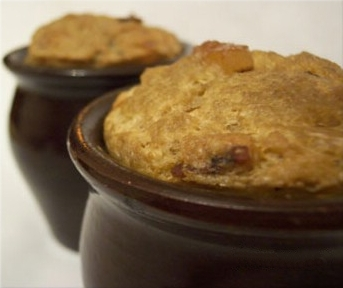
Babka de pomme de terre à la biélorusse.

La cuisine biélorusse doit beaucoup à la cuisine juive. Au XIXe siècle, l'influence juive était particulièrement visible dans l'introduction des plats de pommes de terre d'origine allemande, tels que le babka. Cela pourrait être un échange gastronomique à double sens, car le fameux bulbe latkes, les galettes de pomme de terre des juifs d’Europe de l’Est, ont peut-être été empruntées au draniki biélorusse.
Les Tatars baltiques sont un autre groupe ethnique minoritaire important qui a influencé la cuisine biélorusse. La cuisine tatare était particulièrement appréciée pour ses divers gâteaux richement garnis ainsi que ses plats à base de viande de mouton et de légumes.

## Pommes de terre
La pomme de terre est devenue si commune au XIXe siècle - il y a plus de 300 plats enregistrés en Biélorussie - qu'elle est devenue le cœur de la cuisine nationale. En Union soviétique, les Biélorusses étaient parfois appelés boulbachi, une appellation à connotation péjorative du terme biélorusse pour pomme de terre.

## Salades
Les salades typiques sont composées d'une liste assez courte d'ingrédients: combinaisons infinies de bœuf ou de poulet bouilli, de pommes de terre, de betteraves, de carottes, de pommes, de harengs, de dés de fromage, de pois et de maïs en boîte, de conserves de poisson, de «doigts de crabe», d'oignons et de champignons et sont généreusement assaisonnés avec de la mayonnaise ou de l'huile de tournesol. L'une des salades locales les plus typiques est la salade Belaïa Vieja (du nom de la forêt de Bialavieja), qui associe de la viande de poulet bouillie à des champignons sautés, des oignons et des concombres marinés, mélangés à une mayonnaise et garnis d'œufs durs hachés. Les salades de légumes frais sont également très répandues: tomates (également mélangées avec des concombres) et oignons assaisonnés de crème aigre, radis à l'aneth et à l'huile de tournesol (ou crème aigre). Salade de chou haché assaisonnée d'huile de tournesol ou de mayonnaise (semblable à la salade de chou) des graines de carvi ou des canneberges avec des oignons assaisonnés à l'huile de tournesol.

## Poissons
Historiquement, les Biélorusses avaient peu accès aux fruits de mer, et cela est encore particulièrement visible dans la cuisine. Les poissons de mer les plus communs (après le hareng, l'apéritif le plus répandu sur toute la côte baltique et ses environs depuis le XIVe siècle) sont le merlu et la morue, et les plats à base de ce poisson sont relativement rares. Les poissons de lac sont traditionnels et beaucoup plus courants, notamment le sandre, cuit selon maintes méthodes, et la carpe (en particulier la fameuse carpe farcie, le gefilte fish de la cuisine juive). Les anguilles, fumées ou farcies, sont la spécialité du nord-ouest de la Biélorussie, pays plus lacustre, limitrophe de la Lettonie et de la Lituanie.

## Féculents
Les féculents sont généralement bouillis, frits, en purée, de la kacha, du riz ou des pâtes. Les plats de viande sont souvent servis avec des blini ou des draniki empilés dans des pots ronds en argile.